# Q-Tip
Q-Tip, pseudonimo di Jonathan William Davis (New York, 10 aprile 1970), è un rapper, disc jockey e produttore discografico statunitense, molto importante per il grande contributo dato alla diffusione di sonorità Soul e Jazz nell'Hip hop, specialmente durante i primi anni 90.
È leader del gruppo A Tribe Called Quest che si era sciolto nel 2006 e a cui si è ricongiunto per un tour. Si è convertito all'Islam a metà degli anni novanta cambiando il suo nome in Kamaal Ibn John Fareed. La Q in Q-Tip sta ad indicare l'iniziale di Queens, il quartiere. Gli piace anche farsi chiamare The Abstract o Kamaal The Abstract.

## Filmografia
- 1993: Poetic Justice
- 2000: Disappearing Acts
- 2001: Prison Song
- 2004: Lei mi odia

## Discografia

### Album

#### Album da solista
- 1999 – Amplified
- 2008 – The Renaissance
- 2009 – Kamaal/The Abstract

#### Album con i A Tribe Called Quest
- 1990: People's Instinctive Travels and the Paths of Rhythm
- 1991: The Low End Theory
- 1993: Midnight Marauders
- 1996: Beats, Rhymes and Life
- 1998: The Love Movement
- 2016: We Got It from Here... Thank You 4 Your Service

### Singoli
- 1990: Groove Is in the Heart (Deee-Lite e Q-Tip)
- 1997: Got 'til It's Gone (Janet Jackson con Q-Tip e Joni Mitchell) (UK #6)
- 1998: Body Rock (con Q-Tip, Mos Def e Tash) (from the Lyricist Lounge Vol. I album)
- 1999: Get Involved (Raphael Saadiq e Q-Tip) (UK #36)
- 2000: Breathe and Stop (US #71, UK #12)
- 2000: Vivrant Thing (US #26, UK #39)
- 2000: Let's Ride (US)
- 2005: Galvanize (The Chemical Brothers featuring Q-Tip) (UK #3)
- 2005: For The Nasty (Q-Tip con Busta Rhymes e Pharrell)
- 2006: Like That (The Black Eyed Peas con Q-Tip, Talib Kweli, Cee-Lo e John Legend)
- 2006: The Frog (Sérgio Mendes con Q-Tip e Will.I.Am)
- 2006: Enuff (DJ Shadow con Q-Tip e Lateef the Truth Speaker
- 2007: Stop, Look And Listen (Statik Selektah con Q-Tip, Styles P e Termanology)
- 2008: Renaissance Rap (US)